# Tyron Leitso
Tyron Leitso (* 7. Januar 1976 in North Vancouver, British Columbia, Kanada) ist ein kanadischer Schauspieler.

## Karriere
Leitso wirkte zunächst in verschiedenen Fernsehserien mit, unter anderem war er als Eric in der Fernsehserie Wonderfalls zu sehen. 2002 war er in der Miniserie Dinotopia zu sehen, ein Jahr später wirkte er bei House of the Dead mit. Weitere Kooperationen mit dem Regisseur Uwe Boll folgten.

## Filmografie (Auswahl)
- 2001: Snow White
- 2002: Dinotopia
- 2003: House of the Dead
- 2003: Mein Leben ohne mich (My Life Without Me)
- 2004: Wonderfalls (Fernsehserie)
- 2006: Masters of Horror, Episode: Valerie on the Stairs
- 2007: To Love and Die (Fernsehserie)
- 2007: Seed
- 2007: BloodRayne II: Deliverance
- 2009–2011: Being Erica – Alles auf Anfang (Being Erica, Fernsehserie, 25 Episoden)
- 2015: Family for Christmas